# Elecciones generales de la República Dominicana de 2024
Las elecciones presidenciales y congresuales de la República Dominicana para el período 2024-2028 se realizaron el domingo 19 de mayo de 2024 para elegir presidente, vicepresidente, 32 senadores, 195 diputados y 20 diputados del PARLACEN.
El actual presidente, Luis Abinader, del Partido Revolucionario Moderno (PRM), ganó la reelección para un segundo mandato con la mayoría de los votos en la primera vuelta, eliminando la necesidad de una segunda vuelta. Asimismo, el PRM obtuvo una amplia mayoría en el Senado  y la Camara de Diputados.

## Sistema electoral
El Presidente de la República Dominicana es elegido usando el sistema de dos rondas; Si ningún candidato recibe el 50% +1 de los votos válidos en la primera ronda, se procede a realizar una "segunda vuelta" entre los dos candidatos con los votos más altos en la primera ronda. Los 32 miembros del Senado son elegidos de las 31 provincias y del Distrito Nacional mediante escrutinio mayoritario uninominal.
Los 190 miembros de la Cámara de Diputados  son elegidos en tres grupos; 178 son elegidos por representación proporcional de 32 distritos electorales de múltiples miembros con base en las 31 provincias y el Distrito Nacional, con el número de escaños en función de la población de cada provincia. Otros siete miembros son elegidos por representación proporcional de expatriados dominicanos en 3 distritos electorales en el extranjero, y cinco escaños se asignan a nivel nacional a los partidos que recibieron al menos el 1% de los votos a nivel nacional, dando preferencia a aquellos que no ganaron ninguno de los 178 escaños electorales. Los 20 escaños en el Parlamento centroamericano se eligen por representación proporcional.
Para esta elección, la distribución de los escaños de la Cámara de Diputados es:
| Provincia                  | Escaños | Circunscripciones Electorales |
| -------------------------- | ------- | ----------------------------- |
| Santo Domingo              | 36      | 6                             |
| Distrito Nacional          | 18      | 3                             |
| Santiago                   | 18      | 3                             |
| San Cristóbal              | 11      | 3                             |
| La Vega                    | 8       | 2                             |
| Duarte                     | 6       | 2                             |
| Puerto Plata               | 6       | 2                             |
| San Pedro de Macorís       | 6       | 2                             |
| Espaillat                  | 5       | 1                             |
| San Juan                   | 5       | 2                             |
| Azua                       | 4       | 1                             |
| Barahona                   | 4       | 1                             |
| La Romana                  | 4       | 1                             |
| La Altagracia              | 4       | 1                             |
| Monte Plata                | 4       | 1                             |
| María Trinidad Sánchez     | 3       | 1                             |
| Monseñor Nouel             | 3       | 1                             |
| Peravia                    | 3       | 1                             |
| Sánchez Ramírez            | 3       | 1                             |
| Valverde                   | 3       | 1                             |
| Bahoruco                   | 2       | 1                             |
| Dajabón                    | 2       | 1                             |
| El Seibo                   | 2       | 1                             |
| Elías Piña                 | 2       | 1                             |
| Hato Mayor                 | 2       | 1                             |
| Hermanas Mirabal           | 2       | 1                             |
| Independencia              | 2       | 1                             |
| Monte Cristi               | 2       | 1                             |
| Pedernales                 | 2       | 1                             |
| Samaná                     | 2       | 1                             |
| San José de Ocoa           | 2       | 1                             |
| Santiago Rodríguez         | 2       | 1                             |
| Dominicanos en el exterior | 7       | 3                             |
| Diputados Nacionales       | 5       | -                             |

## Candidatos
| Partido Político y Aliados | Partido Político y Aliados | Presidencial | Presidencial                                             | Cargos públicos | Vicepresidencial | Vicepresidencial                                    | Cargos públicos                                                                                             |
| -------------------------- | --- | ------------ | -------------------------------------------------------- | --- | ---------------- | --------------------------------------------------- | --- |
|                            | Partido Revolucionario Moderno (PRM) Aliados: PRSC, DxC, PHD, APD, PNVC, PPG, JS, PUN, PRSD, MODA, AL, PUN, PCR, PP, PLR, PPC, UDC, PAL, PRI, PDP, PASOVE, PPG, JS |              | Luis Abinader (56 años) Economista                       | - Presidente de la República Dominicana (2020 - 2024) |                  | Raquel Peña (57 años) Administradora de Empresas    | - Vicepresidenta de la República Dominicana (2020 - 2024)                                                   |
|                            | Partido de la Liberación Dominicana (PLD) |              | Abel Martínez (52 años) Abogado                          | - Fiscal de la Provincia de Santiago (1998 - 2000) - Miembro de la Cámara de Diputados (2002 - 2016) - Presidente de la Cámara de Diputados (2010 - 2016) - Alcalde de la Ciudad de Santiago (2016 - 2024) |                  | Zoraima Cuello (52 años) Educadora                  | - Viceministra de Seguimiento y Coordinación Gubernamental en el Ministerio de la Presidencia (2012 - 2020) |
|                            | Fuerza del Pueblo (FP) Aliados: BIS, PQDC, PSC, PDI |              | Leonel Fernández (70 años) Abogado                       | - Presidente de la República Dominicana (1996 - 2000) - Presidente de la República Dominicana (2004 - 2012)                                                                                                |                  | Ingrid Mendoza (57 años) Abogada                    | - Ninguno.                                                                                                  |
|                            | Movimiento Rescate Democrático (MRD) |              | Roque Espaillat (54 años) Médico                         | - Ninguno |                  | José Ernesto Fadul (75 años) Médico                 | |
|                            | Partido Revolucionario Dominicano (PRD) |              | Miguel Vargas (63 años) Abogado                          | - Canciller de la República Dominicana (2016 - 2020) - Secretario de Obras Públicas y Comunicaciones (2000 - 2004)                                                                                         |                  | Joel Díaz Ureña (42 años) Abogado                   | - Ninguno.                                                                                                  |
|                            | |              |                                                          | |                  |                                                     | |
|                            | Frente Amplio (FA) |              | María Teresa Cabrera (62 años) Educadora                 | - Ninguno. |                  | Jesús Díaz Morán (35 años) Periodista y Comunicador | - Ninguno.                                                                                                  |
|                            | Opción Democrática (OD) |              | Virginia Antares Rodríguez (39 años) Comunicadora Social | - Ninguno. |                  | Ico Abreu (48 años) Arquitecto                      | - Ninguno.                                                                                                  |
|                            | Patria Para Todos (PPT) |              | Fulgencio Severino (64 años) Médico                      | - Ninguno. |                  | Francisca Peguero (65 años) Sindicalista            | - Ninguno.                                                                                                  |
|                            | Generación de Servidores (GS) |              | Carlos Peña (47 años) Pastor                             | - Miembro de la Cámara de Diputados (2006 - 2010) |                  | Nikauly de la Mota (53 años) Comunicadora           | - Ninguno.                                                                                                  |

## Encuestas
| Encuestadora                                                                                             | Fecha                           | Abinader PRM | Fernández FP          | Martínez PLD | Roque Espaillat MRD | Moreno ALPAÍS | Vargas PRD | Otros | Ninguno |      |   |      |      |      |
| --- | ------------------------------- | ------------ | --------------------- | ------------ | ------------------- | ------------- | ---------- | ----- | ------- | ---- | - | ---- | ---- | ---- |
| Encuestadora                                                                                             | Fecha                           | AtlasIntel   | 12-15 de mayo de 2024 | 62.8%        | Roque Espaillat MRD | 19.9%         | 12.8%      | Otros | Ninguno | 1.4% | — | 0.2% | 1.1% | 2.1% |
| AtlasIntel                                                                                               | 6-9 de mayo de 2024             | 65.8%        | 17.3%                 | 11.7%        | 1.2%                | —             | 0.4%       | 0.3%  | 2.9%    |      |   |      |      |      |
| Horizon Research                                                                                         | 6-9 de mayo de 2024             | 48.9%        | 32%                   | 16%          | 0.4%                | —             | 1.2%       | 0.3%  | 0.1%    |      |   |      |      |      |
| ACD Media                                                                                                | 5-8 de mayo de 2024             | 62.3%        | 21.8%                 | 8%           | 1.6%                | —             | 0.3%       | 0.9%  | 0.6%    |      |   |      |      |      |
| ACXIONA                                                                                                  | 5-8 de mayo de 2024             | 67.2%        | 21.5%                 | 7.22%        |                     | —             |            |       |         |      |   |      |      |      |
| Dick Morris                                                                                              | 2-7 de mayo de 2024             | 46.2%        | 37.2%                 | 12.5%        |                     | —             | 0.8%       | 1.3%  | 1.2%    |      |   |      |      |      |
| ABC | 3-6 de mayo de 2024             | 64.8%        | 18.7%                 | 8.6%         |                     | —             |            |       |         |      |   |      |      |      |
| Centro Económico del Cibao                                                                               | 3-5 de mayo de 2024             | 66.5%        | 19.4%                 | 8.3%         | 1.3%                | —             | 0.4%       |       |         |      |   |      |      |      |
| Gallup-RCC Media                                                                                         | 1-4 de mayo de 2024             | 60%          | 24.6%                 | 11.1%        | 1.2%                | —             | 0.3%       | 0.5%  | 1.7%    |      |   |      |      |      |
| Global Trend Research                                                                                    | 1-4 de mayo de 2024             | 45.9%        | 34.8%                 | 13.8%        | 1.1%                | —             | 1.2%       | 1.1%  |         |      |   |      |      |      |
| RD Elige                                                                                                 | 27-30 de abril de 2024          | 64%          | 19.1%                 | 10.8%        |                     | —             |            |       |         |      |   |      |      |      |
| Centro Económico Del Cibao                                                                               | 27-29 de abril de 2024          | 67.2%        | 20.5%                 | 10.1%        | 1.4%                | —             | 0.4%       | 0.5%  |         |      |   |      |      |      |
| ACD Media                                                                                                | 28 de abril de 2024             | 61.4%        | 23.1%                 | 10.8%        |                     | —             |            |       |         |      |   |      |      |      |
| Mark Penn/Stagwell/SIN                                                                                   | 25-28 de abril de 2024          | 57%          | 24%                   | 12%          |                     | —             |            |       |         |      |   |      |      |      |
| Greenberg-Diario Libre                                                                                   | 16-26 de abril de 2024          | 58%          | 25%                   | 13%          |                     | —             |            |       |         |      |   |      |      |      |
| Focus | 15-24 de abril de 2024          | 68.1%        | 21.5%                 | 9.1%         |                     | —             |            |       |         |      |   |      |      |      |
| Markestrategia                                                                                           | 15-17 de abril de 2024          | 67.8%        | 18.4%                 | 7.1%         | 2.1%                | ―             | 0.8%       | 0.3%  | 1.0%    |      |   |      |      |      |
| Gallup RCC Media                                                                                         | 6-9 de marzo de 2024            | 64%          | 19%                   | 12%          | 0%                  | ―             | 0%         |       | 3%      |      |   |      |      |      |
| CID Gallup                                                                                               | 27-28 de febrero de 2024        | 59%          | 27%                   | 13%          |                     | ―             | ―          | 2.9%  | 2.1%    |      |   |      |      |      |
| RD Elige                                                                                                 | 20-26 de febrero de 2024        | 52.3%        | 29%                   | 13%          |                     | ―             | ―          | 2.9%  | 2.1%    |      |   |      |      |      |
| Acxiona                                                                                                  | 2-4 de febrero de 2024          | 54%          | 24%                   | 9%           | ―                   | ―             | ―          |       | ―       |      |   |      |      |      |
| ACD Media                                                                                                | 15-18 de enero de 2024          | 55.1%        | 26.3%                 | 10.4%        | ―                   | ―             | ―          |       | ―       |      |   |      |      |      |
| Guillermo Moreno pasa a ser candidato a Senador por el Distrito Nacional en una alianza con ALPAIS y PRM |                                 |              |                       |              |                     |               |            |       |         |      |   |      |      |      |
| Centro Económico del Cibao                                                                               | 17-18 de diciembre de 2023      | 58.2%        | 22.9%                 | 9.9%         | 0.4%                | 0.9%          | 0.9%       |       | 3.3%    |      |   |      |      |      |
| RD Elige                                                                                                 | 1-5 de diciembre de 2023        | 52.9%        | 28.7%                 | 16.9%        | 0.9%                | ―             | ―          |       | 0.6%    |      |   |      |      |      |
| Greenberg-Diario Libre                                                                                   | 15-18 de noviembre              | 49%          | 29%                   | 17%          | ―                   | ―             | ―          |       | ―       |      |   |      |      |      |
| Markestrategia                                                                                           | 12-14 de noviembre de 2023      | 57.6%        | 24.6%                 | 10.7%        | ―                   | 1.3%          | 1.1%       |       | ―       |      |   |      |      |      |
| Gallup RCC Media                                                                                         | 25-29 de octubre de 2023        | 55.2%        | 27.4%                 | 13.5%        | ―                   | ―             | ―          |       | ―       |      |   |      |      |      |
| Consulting Research Group                                                                                | 21-23 de septiembre de 2023     | 36.3%        | 20.1%                 | 30.9%        |                     | ―             | ―          | 12.7% | 12.7%   |      |   |      |      |      |
| RD Elige                                                                                                 | 12-16 de septiembre de 2023     | 53.1%        | 27.8%                 | 16.6%        | 1.8%                | ―             | ―          |       | 0.7%    |      |   |      |      |      |
| Markestrategia                                                                                           | 26-28 de agosto de 2023         | 54.6%        | 24.8%                 | 12.5%        | ―                   | 1.3%          | 0.6%       |       | 2.3%    |      |   |      |      |      |
| Acxiona                                                                                                  | 1-5 de agosto de 2023           | 53.0%        | 11.0%                 | 22.0%        | ―                   | ―             | ―          |       | ―       |      |   |      |      |      |
| Markestrategia                                                                                           | 20-21 de julio de 2023          | 55.8%        | 29.1%                 | 13.1%        | ―                   | ―             | 1.1%       |       | ―       |      |   |      |      |      |
| Gallup RCC Media                                                                                         | 11-14 de junio de 2023          | 47.7%        | 49.9%                 | 19.0%        | ―                   | ―             | ―          |       | 3.6%    |      |   |      |      |      |
| RD Elige                                                                                                 | 17-20 de mayo de 2023           | 47.3%        | 27.0%                 | 21.5%        | ―                   | ―             | ―          |       | 2.1%    |      |   |      |      |      |
| Mark Penn/Stagwell                                                                                       | Mayo 11-16 de 2023              | 47%          | 32%                   | 19%          |                     |               |            |       |         |      |   |      |      |      |
| SONDEOS                                                                                                  | 22-30 de abril de 2023          | 48%          | 31%                   | 11%          | ―                   | ―             | 0.1%       |       | ―       |      |   |      |      |      |
| Gallup RCC Media                                                                                         | 1-5 de abril de 2023            | 48.3%        | 25.9%                 | 18.2%        | ―                   | ―             | ―          |       | 4.0%    |      |   |      |      |      |
| RD Elige                                                                                                 | 14-18 de marzo de 2023          | 44.8%        | 22.4                  | 27.6%        | 2.6                 | ―             | ―          |       | ―       |      |   |      |      |      |
| Grupo de Investigaciones Digitales                                                                       | 30 enero – 3 de febrero de 2023 | 49.9%        | 18.0%                 | 21.0%        |                     | ―             | ―          | 11.1  | 11.1    |      |   |      |      |      |
| Markestrategia                                                                                           | 20–22 de enero de 2023          | 47.7%        | 27.0%                 | 14.8%        |                     | 1.8%          | 1.2%       | 7.5   | 7.5     |      |   |      |      |      |
| Acxiona                                                                                                  | 24–28 de noviembre de 2022      | 44.0%        | 23.0%                 | 17.0%        | —                   | ―             | 2.0%       |       | 14%     |      |   |      |      |      |

## Resultados

### Resultados a senador[19]
Los 32 escaños del Senado de la República Dominicana estaban para renovación. Los resultados por provincia fueron:
| Provincia              | Senador               | Partido                                    | Porcentaje de votos |
| ---------------------- | --------------------- | ------------------------------------------ | ------------------- |
| Distrito Nacional      | Omar Fernández        | FP                                         | 56.20%              |
| La Altagracia          | Rafael Duluc          | Partido Liberal Reformista (PLR)           | 51.54%              |
| Azua                   | Lia Díaz              | PRM                                        | 66.73%              |
| Bahoruco               | Guillermito Lama      | Alianza por la Democracia (APD)            | 67.98%              |
| Barahona               | Moisés Ayala          | Partido Revolucionario Independiente (PRI) | 61.05%              |
| Dajabón                | Ney Rodríguez         | PRM                                        | 56.56%              |
| Duarte                 | Franklin Romero       | PRM                                        | 72.90%              |
| El Seibo               | Santiago Zorrilla     | PRM                                        | 68.89%              |
| Elías Piña             | Jonhson Encarnación   | PRM                                        | 63.23%              |
| Espaillat              | Carlos Gómez          | PRM                                        | 68.86%              |
| Hato Mayor             | Cristóbal Castillo    | PRM                                        | 51.49%              |
| Hermanas Mirabal       | Mercedes Ortiz        | PRM                                        | 69.56%              |
| Independencia          | Dagoberto Rodríguez   | PRM                                        | 56.65%              |
| La Romana              | Eduard Espiritusanto  | FP                                         | 52.17%              |
| La Vega                | Rogelio Genao         | Partido Reformista Social Cristiano (PRSC) | 59.94%              |
| María Trinidad Sánchez | Alexis Victoria Yeb   | PRM                                        | 75.36%              |
| Monseñor Nouel         | Héctor Acosta         | PRM                                        | 57.92%              |
| Monte Cristi           | Bernardo Alemán       | PRM                                        | 70.78%              |
| Monte Plata            | Pedro Tineo           | PRM                                        | 42.93%              |
| Pedernales             | Augusto Velázquez     | PRM                                        | 61.00%              |
| Peravia                | Julito Fulcar         | PRM                                        | 52.58%              |
| Puerto Plata           | Ginette Bournigal     | PRM                                        | 54.76%              |
| Samaná                 | Pedro Catrain         | PRM                                        | 50.97%              |
| San Cristóbal          | Gustavo Lara          | PRM                                        | 57.86%              |
| San José de Ocoa       | Aneudy Ortiz          | PRM                                        | 68.91%              |
| San Juan               | Félix Bautista        | FP                                         | 53.21%              |
| San Pedro de Macorís   | Aracelis Villanueva   | PRM                                        | 62.48%              |
| Sánchez Ramírez        | Ricardo de los Santos | PRM                                        | 72.50%              |
| Santiago               | Daniel Rivera         | PRM                                        | 63.08%              |
| Santiago Rodríguez     | Antonio Marte         | Partido Primero la Gente (PPG)             | 56.82%              |
| Santo Domingo          | Antonio Taveras       | PRM                                        | 54.18%              |
| Valverde               | Odalis Rodríguez      | PRM                                        | 63.24%              |

Partidos mostrados en itálica se presentaron en coalición junto al PRM.
Por tanto, el PRM y aliados obtuvieron un total de 29 senadurías, de las cuales 24 fueron al propio partido y el resto a los aliados. Por otro lado, FP obtuvo 3 escaños. 